# Самар, Аким Дмитриевич
Аким Дмитриевич Самар (1916—1942) — первый нанайский советский писатель, участник Великой Отечественной войны.

## Биография
Родился в апреле 1916 года в стойбище Кондон нынешнего Нанайского района Хабаровского края, на берегу реки Горин. Аким с семи лет начал помогать отцу в охоте и рыбной ловле. С 1929 года учился в Нижне-Халбинской начальной школе, но из-за болезни проучился только одну зиму. После того, как его отец Дмитрий ослабел, Аким прекратил учёбу и всё свободное время стал работать в колхозе. В 1932 году он стал учиться на курсах педагогических работников в Хабаровске, стал пробовать сочинять стихи, песни, а также прозу. Основная тема этих произведений — жизнь и быт нанайцев. О своих первых публикациях он писал:

В 1933 году я однажды зашёл в Найхине в типографию. Там я впервые увидел, как печатается газета. На меня это произвело большое впечатление. Я не ограничился одним посещением типографии, а стал часто заходить туда. В типографии я научился, как надо набирать газету и как надо её печатать. В том же 1933 году в Найхин пришли нанайский букварь и две маленькие нанайские книжечки, написанные В. А. Аврориным и А. Бельды: «Бедный человек Гара» и «Как Бага пошёл учиться». Я прочитал эти книжечки и у меня возникла мысль: «Попробую и я что-нибудь написать». Эту мысль я долго носил в себе и никому о ней не говорил. Очень хотел писать, но как-то боязно было начинать, думал — ничего не выйдет. Потом решил, что боязнь — плохое дело. Боятся зайцы, а человек — не заяц. Я написал небольшую заметку о нарушении дисциплины одним комсомольцем. Эту заметку я отнёс в редакцию газеты «Учебный путь», издававшейся в Найхине. Газета заметку напечатала. Вскоре я прочитал свою заметку в газете. Это был первый мой, если так можно выразиться, писательский почин.

На протяжении пяти месяцев того же 1932 года, совмещая учёбу и творчество, он стал слушателем курсов для будущих политпросветработников. С 1933 года стал учительствовать в начальной школе села Найхин, редактором её газеты, записывал сказки, песни и предания от жителей. Основную работу совмещал с преподаванием в местном ликбезе. В 1936 поступил на педагогическое отделение Института народов Севера в Ленинграде, где изучал русскую классическую литературу, слушал лекции от русских писателей, познакомился с советскими писателями. Учёбу совмещал с творчеством. Он автор переводов русских классиков, ряда статей, сборников на нанайский язык. Он также участвовал в переводе на нанайский Конституции СССР и доклада Калинина о проекте Конституции РСФСР, в составлении и издании учебной литературы для нанайских школ. Пишет стихи о Ленине и стране.
В 1938 г. его стихи печатались во многих ленинградских журналах и альманахах: «Звезда», «Литературный современник», «Резец», «Ленин жив», «Молодость». В это же время занимался переводами. В 1938 г. был издан первый сборник Акима Самара на русском и нанайском языках «Песни нанайца», в 1940 г. второй — «Стихи».
Аким Дмитриевич стал первым из народностей Севера членом Союза писателей.
После окончания Института народов Севера, он возвратился в Найхин.

Мы очень любили своего учителя. Аким не просто учил нас грамоте, он много делал для того, чтобы мы выросли сознательными гражданами, прививал любовь к Родине. Уроки на родном языке проводил живо и интересно. Мы с большим уважением изучали родной и русский языки. И изучение русского языка Аким Дмитриевич умело использовал как средство укрепления братских связей и товарищеских отношений между нанайцами и русскими ребятами.— Из воспоминаний ученика Акима Самара Ермиша Владимировича Самара
Нанайцы и русские в Найхинской школе изучали оба языка. Поэтому учащиеся, окончившие школу в Найхине, могли работать переводчиками нанайского и русского языков.
Здесь его застала Великая Отечественная война. В феврале 1942 году ушёл на фронт добровольцем, тогда же написал последнее своё стихотворение, которое потом стало песней: «фашист бими-дэ пэргэдечи» (хоть ты и фашист, получишь по заслугам). В чине старшего сержанта, в составе 93-й, а потом переименованной в 422-ю дивизию 285 полка под командованием полковника Сорокина, Аким Дмитриевич едет на фронт. Он был заместителем командира роты по политической части. Дивизия попадает на Сталинградский фронт. Погиб 25 августа 1942 года под Сталинградом.

## Творчество
Как поэт формировался и рос под влиянием нанайского фольклора и русской классической, советской поэзий. Из устного творчества своего народа заимствовал ритмы, напевность, которыми отличаются многие его стихи и песни. У русских классических и советских поэтов молодой нанайский поэт учился реализму, мастерству стиха. Писал в жанре социалистического реализма: о советской Родине, Коммунистической партии, Ленине, Октябрьской революции. Другой темой поэзии Самара является природа родного Приамурья, жизнь, дела и думы, нанайского народа, перешагнувшего через века и строящего на берегах Амура новую жизнь. Сюда относятся также стихи о дружбе, любви, радостях жизни. Третью в тематическом отношении группу произведений Самара образуют песни и сказки его сородичей, записанные и литературно обработанные самим поэтом.

## Награды
- Орден Красной Звезды[5];
- Орден Красного Знамени[5].

## Память
В честь писателя названа средняя школа в родном селе Кондон.
О творчестве Акима Дмитриевича Самара писали следующие литераторы:
- Воскобойников М. Г. Поэт нанайского народа/ Литературная газета. — 1957. — 19 декабря. — С. 3.
- Дулин, Б. Большой поэт малого народа// Дальний Восток. — 1969. — № 1. — С. 135—137.
- Каплан, М. А. Творчество первого нанайского поэта Акима Самара// Советская этнография. — 1949. — № 4. — С. 173—177.
- Пассар, А. Певец народа нани : [к 70-летию со дня рождения Акима Самара]// Дальний Восток. — 1986. — № 5. — 139—141.
- Попова, Л., Гор, Г. Самар А. Д. До последней минуты…: ленингр. писателям, павшим на фронтах Великой Отечественной войны 1941—1945 гг. и во время блокады / сост. З. Л. Дичарова. — Л. : Лениздат, 1983. — С. 171—180.
- Самар, А. Стихи : «Красный октябрь», «Мой край», «Счастливо оставайтесь, хорошо живите» : Самар А. Д. До последней минуты…: ленингр. писателям, павшим на фронтах Великой Отечественной войны 1941—1945 гг. и во время блокады / сост. З. Л. Дичарова. — Л. : Лениздат, 1983. — С. 171—180.
- Ходжер, Г. Зачинатель нанайской литературы. Самар А. Д. До последней минуты…: ленингр. писателям, павшим на фронтах Великой Отечественной войны 1941—1945 гг. и во время блокады / сост. З. Л. Дичарова. — Л. : Лениздат, 1983. — С. 171—180.